# Etelberto de Iorque
Etelberto ou Adalberto (em inglês: Æthelbeorht, Aethelberht, Adalberht, Ælberht, Aelberht, Aldbert ou Æthelbert; morto em 8 de novembro de 780) foi um acadêmico, professor e clérigo da antiga Inglaterra, arcebispo de Iorque.
Foi professor e amigo íntimo de Alcuíno, cujo poema sobre os santos e prelados da Igreja de Iorque, De Sanctis et Pontificibus Ecclesiæ Eboracensis, é a principal fonte de informação a respeito da vida de Etelberto. Era parente de seu antecessor, o arcebispo Egberto, irmão de Eadberto, rei da Nortúmbria e estudante na escola fundada em Iorque por Egberto, que o ordenou sacerdote e lhe nomeou diretor da escola. A afetuosa eulogia que lhe foi feita por Alcuíno louva sua erudição na gramática, retórica, direito, poesia, astronomia, história natural e nas Escrituras, bem como sua natureza rígida porém solidária.
Etelberto amava ardentemente os livros, e não poupou esforços para formar uma biblioteca em Iorque, que provavelmente foi a maior coleção de livros de seu tempo em toda a Europa, depois de Roma. Alcuíno mencionou diversos autores romanos e gregos clássicos, bem como os Pais da Igreja, além de diversos outros autores cristãos que formam o cânone do século VIII. Etelberto, em sua procura por livros, viajou muito, e sabe-se que visitou Roma, entre outros lugares. Lecionou tanto o trívio quanto o quadrívio, como descobrir as datas dos festivais cristãos, e a ciência natural.
Em 766 Etelberto sucedeu Egberto como arcebispo; foi consagrado em 24 de abril de 767, e recebeu o pálio do papa Adriano I, em 773. Como arcebispo, continuou sua vida simples e laboriosa, trabalhando com tamanho sucesso que é visto como um dos fundadores da diocese de Iorque.
Decidido a reconstruir a Catedral de Iorque, que havia sido destruída por um incêndio em 741, contratou Eanbaldo e Alcuíno para supervisionar os trabalhos. Alcuíno fala de seu aspecto magnífico, de suas colunas e criptas, janelas e tetos brilhantes, do alto crucifixo feito de metais preciosos, de seus trinta altares, e do ouro, prata e diversas joias utilizadas na sua decoração.
A partir do centro de estudos em Iorque, Etelberto despachou pregadores e evangelizadores para os pagãos da Europa do Norte, entre eles Aluberto e São Ludgero, os Apóstolos do Norte da Alemanha.
Em 774, Etelberto convocou uma assembleia que depôs Alfredo, rei da Nortúmbria, e o exilou para a terra dos pictos. O motivo desta deposição parece ter sido relacionado ao trabalho missionário. Alfredo foi substituído por Etelredo, que por sua vez foi substituído em 778 por Elfwaldo, filho de Oswulfo. A falta de apoio de Etelberto a Etelredo teria sido fundamental para a sua deposição; já Elfwaldo teria sido próximo de Etelberto (ao contrário de Alfredo e Etelredo). Os cronistas medievais comentaram que Etelberto não teria "poupado maus reis".
Em 780 Etelberto consagrou Eanbaldo como seu bispo sucessor, e entregou a Alcuíno os cuidados da escola e biblioteca, retirando-se em seguida para uma cela onde passou algum tempo em devoção. Viveu suficiente para conseguir consagrar a nova catedral, dez dias antes de sua morte, no dia 8 de novembro daquele ano. A Crônica Anglo-Saxã, no entanto, dá o ano de sua morte como sendo 781.